# Грімізюа
Грімізюа (фр. Grimisuat) — громада в Швейцарії в кантоні Вале, округ Сьйон.

## Географія
Громада розташована на відстані близько 80 км на південь від Берна, 4 км на північний схід від Сьйона.
Грімізюа має площу 4,5 км², з яких на 27,7 % дозволяється будівництво (житлове та будівництво доріг), 47,3 % використовуються в сільськогосподарських цілях, 22,1 % зайнято лісами, 2,9 % не є продуктивними (річки, льодовики або гори).

## Демографія
2019 року в громаді мешкало 3509 осіб (+23,6 % порівняно з 2010 роком), іноземців було 13,5 %. Густота населення становила 789 осіб/км².
За віковим діапазоном населення розподілялося таким чином: 23,5 % — особи молодші 20 років, 58,7 % — особи у віці 20—64 років, 17,8 % — особи у віці 65 років та старші. Було 1407 помешкань (у середньому 2,5 особи в помешканні).
Із загальної кількості 793 працюючих 69 було зайнятих в первинному секторі, 62 — в обробній промисловості, 662 — в галузі послуг.